# 拉珠

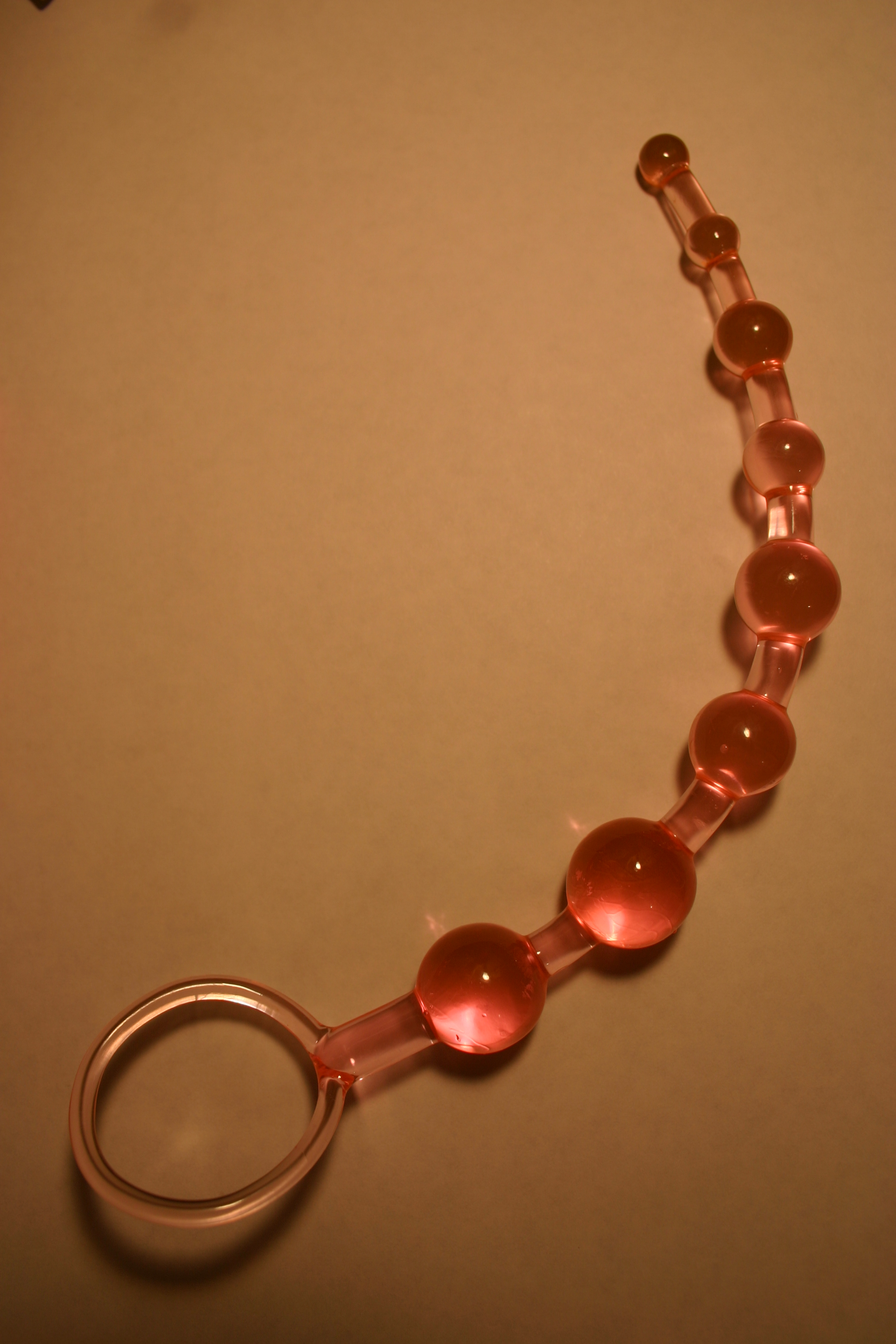
拉珠

拉珠（英語：anal beads）又稱肛門珠、後庭拉珠是性玩具的一種，拉珠通常由矽膠、塑料、橡膠、乳膠、玻璃或金屬製造，形態大多是一根柔軟的繩子連接大小相同或者由小到大遞增的幾個珠子，珠子的數目不限。尾部設有環狀物或把手，用於防止拉珠完全進入直腸以及方便拔出，有一些拉珠具有震動功能，以加強快感，使用時把珠子逐個塞入肛門再保留或拉出。

## 快感及原理

拉珠拉出中

拉珠在插進及拉出均會刺激括約肌內的神經末梢，以獲取快感。塞入後直腸會感覺到有壓逼感，因此在塞入較大的珠子會比小珠子有更大的快感，藉此讓使用者有細微痛苦感覺，使得在拉出時有解放的快感。

## 性虐戀
在性虐戀上，拉珠可以使受虐者承受一定痛苦，加上拉珠尾上的圓環可以強制把拉珠拉出，使得受虐者感覺不能控制自己肛門收放，而達致羞辱的目的。

## 注意
使用過大的拉珠或過粗的性玩具激烈抽插肛門有機會會導致肛門括約肌鬆弛，嚴重有可能導致直腸脫垂，第一次尝试时充足的润滑也是十分重要的。